# Туркишвили, Парнаоз Гаврилович
Парнаоз Гаврилович Туркишвили (1930, Тифлисский район, Грузинская ССР) — бригадир арматурщиков завода железобетонных изделий № 2 треста «Грузсельстройиндустрия» Министерства сельского строительства Грузинской ССР. Герой Социалистического Труда (1976).

## Биография
Родился в 1930 году в Тифлисском районе (сегодня в городских границах Тбилиси). Трудовую деятельность начал в годы Великой Отечественной войны. После прохождения срочной службы в Советской Армии трудился арматурщиком на заводе строительных изделий (позднее — завод железобетонных изделий № 2) в пригороде Тбилиси. Позднее был назначен бригадиром арматурщиков, которая изготавливала арматурные каркасы разных по сложности конструкций. За выдающиеся трудовые достижения по итогам работы в годы Восьмая пятилеткаВосьмой пятилетки (1966—1970) награждён Орденом Ленина.
Бригада под его руководством досрочно выполнила коллективное социалистическое обязательством и плановые задания Девятой пятилетки (1971—1975) и заняла одно из передовых мест в заводском социалистическом соревновании треста «Грузсельстойиндустрия». Указом Президиума Верховного Совета СССР от 5 марта 1976 года удостоен звания Героя Социалистического Труда за «выдающиеся успехи, достигнутые в выполнении заданий девятой пятилетки и социалистических обязательств» с вручением ордена Ленина и золотой медали «Серп и Молот» (№ 17420).
После выхода на пенсию проживал в Тбилиси.
Награды
- Герой Социалистического Труда
- Орден Ленина — дважды (07.05.1971; 1976)